# 光電子ホログラフィー
光電子ホログラフィー (こうでんしホログラフィー、英: photoelectron holography) とは、光電子分光を応用した立体原子配列の測定法である。

## 概要
光電子を利用して立体的な原子配列を測定する方法。ホログラフィーは1947年にハンガリーの物理学者であるガーボル・デーネシュによって発明された。その後、1986年にエブラハム・スーケは原子から放出された2次粒子による原子分解能ホログラフィーを提唱した。2次粒子として光電子を利用する方法が光電子ホログラフィーである。その後、多くの先駆的な測定が行われたが、電子散乱過程が複雑であるため、ホログラムから正確な原子像が得られなかった。2004年から松下智裕達によって解析理論の開発が進められたことにより、実材料へと応用が進みつつある。従来の測定法では測定困難な、結晶中のドーパントのような並進対称性を持たない系の原子配列の測定が可能になる。

## 原理
光電子分光を応用した測定法である。結晶にX線 (軟X線) を照射すると、結晶中のドーパントの内殻電子が励起され、光電子が放出される。この内殻から放出された光電子は周囲の原子で散乱されて散乱波を形成する。自然に散乱波と直接波が干渉するため、光電子の放出角度分布に干渉縞が表れる。この干渉縞が光電子ホログラムとなる。元素によって内殻電子のエネルギー準位が異なることを利用することで、目的の元素の周囲の原子配列が観測できる。また、この干渉縞をX線光電子回折 (XPD) と呼ぶ場合も多い。ホログラムとして利用するには広い立体角に渡って光電子の放出分布を観測する必要がある。

## 用途
- 半導体や金属中のドーパント（不純物元素）の立体原子配列の観測
- 半導体や金属の表面に吸着した原子の原子配列の観測
- 半導体や金属の表面に形成された薄膜との界面の立体原子配列の観測

## 装置
- 市販の電子エネルギー分析器を使用して、サンプルを回しながら測定することで、光電子ホログラムを測定する装置が多く使用されている。スイス・ライトソースのPEAL実験施設などに設置されている。
- 広い立体角の光電子を一度に観測できる2次元投影型の電子エネルギー分析器が開発されている。奈良先端科学技術大学院大学の大門寛が開発した2次元光電子分光器 (DIANA) や、高輝度光科学研究センターの松下智裕 (奈良先端科学技術大学院大学) が開発した阻止電位型分析器 (RFA) などがある。